# George Pal
George Pal, născut György Pál Marczincsak, (n. 1 februarie 1908 – d. 2 mai 1980) a fost un regizor american de origine maghiară și producător de filme, mai ales science-fiction.